# Świat na dłoni
Świat na dłoni – ilustrowany magazyn popularnonaukowy wydawany w Polsce od 10 lipca 2013 roku. Pismo jest opracowywane we współpracy z czytelnikami, którzy w mediach społecznościowych mają możliwość proponowania tematów, komentowania tekstów, zadawania pytań oraz tworzenia własnych tekstów i zdjęć, które mogą znaleźć się w papierowym wydaniu. Dostępna jest także wersja elektroniczna.